# Capelle-Centre (métro de Rotterdam)
Capelle-Centre (en néerlandais : Capelle Centrum) est une station de la ligne C du métro de Rotterdam. Elle est située sous l'Oostplein dans le centre-ville de Capelle aan den IJssel, commune limitrophe de Rotterdam au Pays-Bas.
Mise en service en 1994, elle est desservie par les rames de la ligne C.

## Situation sur le réseau

Plan du métro.

Établie en aérien, la station Capelle-Centre de la ligne C du métro de Rotterdam est établie, entre la station De Terp, terminus est, et la station Slotlaan, en direction du terminus ouest De Akkers.
Elle comporte deux voies encadrées par deux quais latéraux.

## Histoire
La station Capelle-Centre est mise en service le 26 mai 1994 lors de l'ouverture à l'exploitation de l'extension de la ligne Est-Ouest (de 1997 à 2009 : ligne Caland (pt)) à partir de la station Capelsbrug.
En décembre 2009, lors de la réorganisation des lignes, elle devient une station de passage de la ligne C du métro de Rotterdam.

## Services aux voyageurs

### Accès et accueil
Située en aérien, la station est accessible au niveau du sol. Elle dispose d'automates pour l'achat ou la recharge de titres de transport. Elle est équipée d'un ascenseur pour l'accessibilité des personnes à la mobilité réduite.

### Desserte
Capelle-Centre, est desservie par les rames de la ligne C, en provenance ou à destination des terminus De Terp et De Akkers.

Installations et desserte
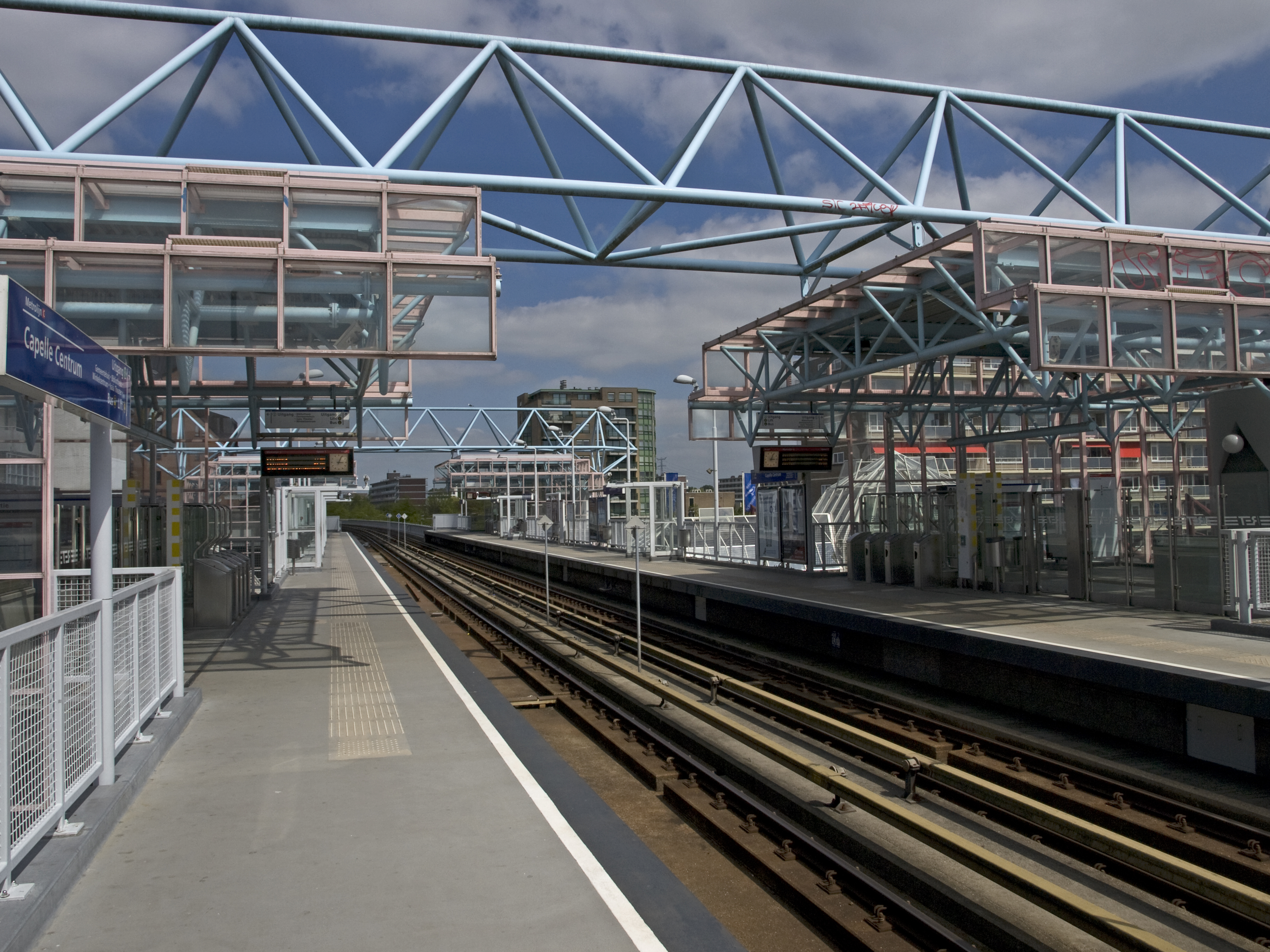
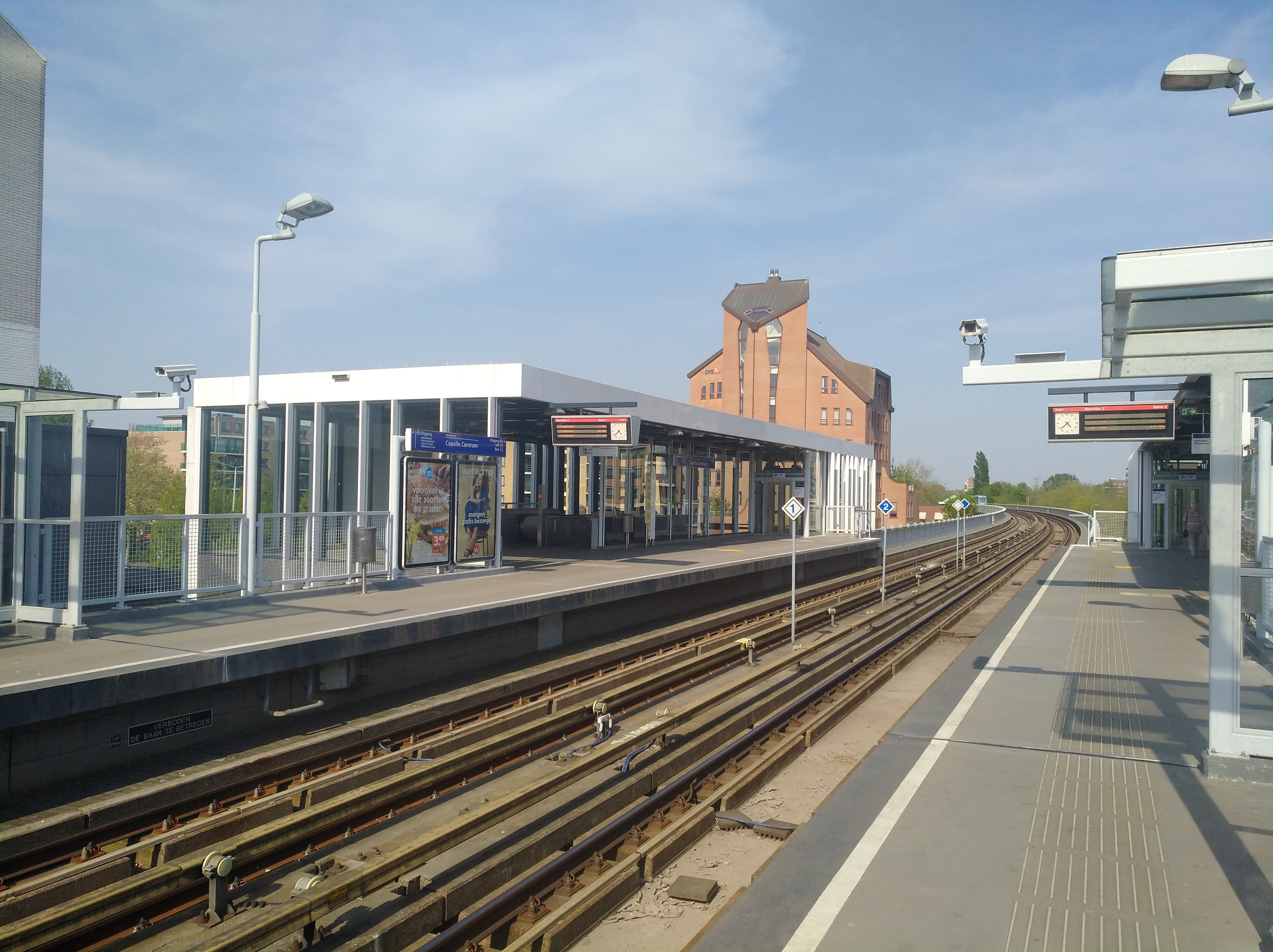
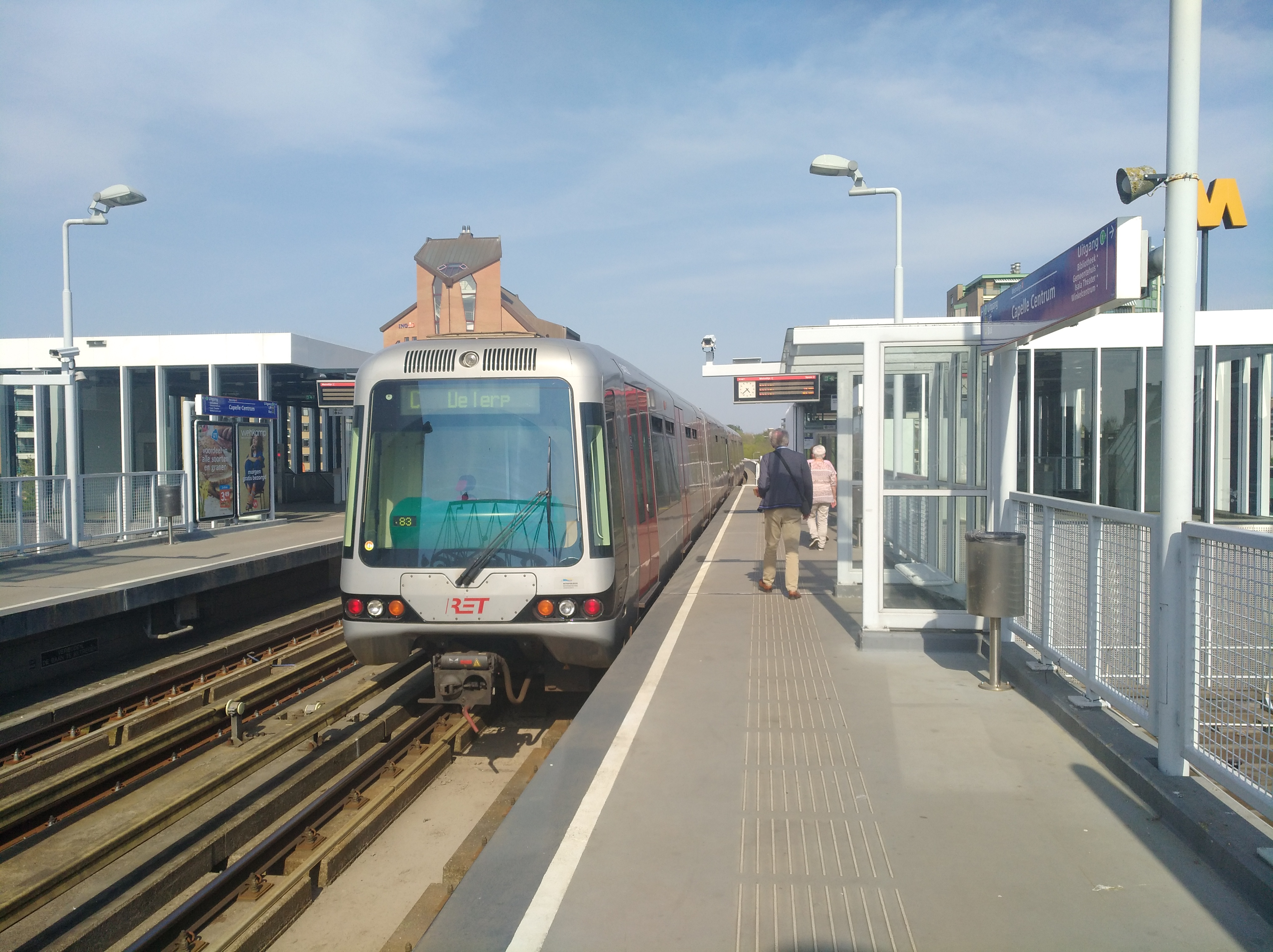

### Intermodalité
Elle est desservie par les bus des lignes 31, 605, 606 et 607, ainsi que ceux de la ligne B4. Elle dispose d'un parking P+R pour les véhicules.

## À proximité
La station se trouve près du centre commercial De Koperwiek et le théâtre Isala Theater. La maison communale de Capelle aan den IJssel est également à distance de marche.